# Blacklight Power
Blacklight Power（ブラックライト・パワー）は、アメリカ合衆国ニュージャージー州にある常温核融合分野の代替エネルギーを研究する企業。CEOは研究者であるランデル・ミルズ博士（Randell L. Mills）。彼が研究論文で述べた"hydrino（ハイドリノ）"は物理学の主流の学者から、疑似科学 だと批判されている。

## 概要
ミルズは1991年にHydroCatalysis Inc.を設立し、後にBlacklight Power, Inc. (BLP) と名称を変えている。元ロッキード社の人工衛星組み立て工場を買収し、プラズマを利用した実験を含む、常温核融合の研究施設を完成させている。2009年ベンチャーキャピタルの協力で約6千万USドルを募っているが、2011年現在研究によって実現した電力供給実績はまだない。雑誌「IEEE Spectrum」は2009年にBlacklight社を取り上げ「負け犬技術（loser technology）」と評した。

## ハイドリノ理論
常温核融合のあり方は多種多様であり、世界では様々な研究がなされている。水素原子のまわりの電子の軌道はシュレーディンガー方程式で計算され、原子核に最も近い軌道は基底状態と呼ばれる。現代物理学では、電子はこれより下に（原子核よりに）落ちることはない。
ミルズは数学的に検証を繰り返し、基底状態より1/n（n=整数）だけ低い状態の電子軌道が存在するとの結論に至った。彼は基底状態より下に落ちた状態の水素原子を「ハイドリノ」と命名し、これと他の元素の化合で、燃料電池やロケット推進剤として利用できる可能性を示唆した。
彼の研究は常温核融合研究者の中で長年否定された、または認める人が極端に少なかったものだが、雑誌「Infinite Energy」が2000年11月号において、常温核融合のテーマで彼の「ハイドリノ」を取り上げている。